# 埃弗丽·斯金纳
埃弗丽·A·斯金纳（英語：Avery A. Skinner，1999年4月25日—），美国女子排球运动员，场上位置是主攻。她曾代表美国国家队参加2024年夏季奥林匹克运动会女子排球比赛，获得一枚银牌。